# FC Honka
FC Honka este un club de fotbal din Tapiola, Espoo, Finlanda.Echipa susține meciurile de acasă pe Tapiolan Urheilupuisto cu o capacitate de 6.000 de locuri.
FC Honka este foarte cunoscută în Finlanda pentru școala de fotbal care are peste 1000 de tineri care joacă în diferite grupe de vârstă.

## Premii
- Cupa Finlandei:
  - Locul doi (3): 1969, 2007, 2008
- Ykkönen:
  - Câștigători (1): 2005
- Veikkausliiga:
  - Locul doi (1): 2008
- Cupa La Manga:
  - Câștigători (1): 2009